# Xe-NONE
«Xe-NONE» — российская музыкальная группа, образованная в 2004 году в Кирове и характеризующая название своего направления как Industrial-Dance-Metal.

## История

### 2004—2006
История Xe-NONE началась весной 2004 года с решения Lexy Dance (вокал, программирование) и Newman (клавишные, программирование) создать музыкальную группу, сочетающую в своём творчестве элементы индастриал-метала и танцевальной электронной музыки. Музыкальными ориентирами Xe-None образца 2004 года стали такие группы как Cradle of Filth, Scooter, Fear Factory и 2 Unlimited. В первый состав группы помимо Lexy Dance и Newman вошли EvilAnn (женский вокал), Schultz (бас-гитара), Max (гитара) и P2D2 (барабаны). Тогда же возникло и название Xe-NONE — анаграмма иностранных слов Xenos (греч. чужой) + NONE (с англ. — «ничто»).
1 октября 2004 года на свет появился дебютный EP Xe-NONE под названием Digital Fucker. В него вошли четыре композиции, три из которых были собственного сочинения, а также кавер-версия на композицию Mo-Do начала 90-х годов «Eins Zwei Polizei». Музыкальные критики отметили доступность материала для восприятия, но, вместе с тем, указали на необходимость работы над грамотным изложением текстов на английском языке и более качественным звучанием.
Дебютное выступление Xe-NONE состоялось на локальном фестивале «Удар» (организатор — рок-клуб «Подъём», хэдлайнер — группа «Эпидемия») 31 октября 2004 года. Этот день группа считает днём своего рождения.
В первой половине 2005 года группа принимала участие во многих городских концертах, проводимых рок-клубом «Подъём», включая концерты дэт-метал-группы Merlin (Москва) и пауэр-метал-группы Catharsis (Москва).
В мае 2005 года барабанщиком в Xe-NONE стал Watson. Первым концертом с его участием стал городской летний фестивале «LIVEнь», который состоялся в Кирове 26 июня 2005 года.
В начале августа 2005 года Xe-NONE принимают решение свернуть работу над материалом для дебютного альбома Digital Rape. По словам участников группы, материал, который находился в работе с октября 2004 года «эстетически и морально устарел для его нанесения на носители».
Группа записывает пять новых композиций и выпускает 31 октября 2005 года второй EP Blood Rave. Релиз собрал хорошие отзывы в прессе. В том числе, авторитетный российский журнал «DarkCity» оценил новую работу группы на 4.
В сентябре 2005 года группа начинает выездную деятельность. Концерты-презентации нового релиза группы прошли в Екатеринбурге и Санкт-Петербурге. Композиция «Stars» была включена в сборник Legacy of Metall (Vol.1), выпущенный в конце 2005 года питерским лейблом «Резонанс Music».
В мае 2006 года Xe-NONE вновь принялись за запись дебютного полноформатного альбома. Но работа была существенно замедлена из-за последовавших во второй половине 2006 года кадровых перемен. Летом группу покидает гитарист Max. После недолгих поисков на его место был принят Fucker, с которым группа успешно отыграла свой первый сольный концерт в Санкт-Петербурге 14 октября 2006 года (клубе «Орландина»). А в октябре 2006 года группу покинул басист Schultz. Его заменил Andrew Rex. Первое выступление обновлённого Xe-NONE состоялось 24 ноября 2006 года в Кирове (ЦО «Победа»).

### 2006—2008
Зимой 2006—2007 группа, не прекращая концертной деятельности, записала демо сингл «Angels», которое состояло из трёх композиций и было разослано на отечественные лейблы. После этого вновь приступила к работе над полноформатным альбомом.
22 июля 2007 года Xe-NONE выступили на ежегодно проводимом Пушкинской Медиа Группой Rock Palace Open Air 2007.
В ноябре 2007 года Xe-NONE закончили работу над своим первым постановочным видео на композицию «Angels».
Также в течение зимнего периода 2007—2008 года группа записала все партии для дебютного полноформатного альбома и приступила к его сведению.

#### Dance Metal [Rave]olution (2008)
Дебютный полноформатный альбом Xe-NONE, названный Dance Metal [Rave]olution вышел 15 мая 2008 года. Несмотря на общение группы с представителями российских лейблов, альбом был издан группой самостоятельно под вывеской «RefLEXYя Records» как в виде обычного CD, так и в виде онлайн-релиза. Как отечественные, так и зарубежные издания отметили оригинальное звучание группы и высокую энергетическую составляющую музыки. По версии голландского веб-зина IndustrializedMetal.com Dance Metal [Rave]olution был назван «альбомом года»
Альбом распространялся группой как самостоятельно, так и через дистрибьюторскую сеть лейбла Dizzaster в России и Red Rivet Records в Японии. В 2011 году группа заключила соглашение с лейблом Chaotic Noiz на электронную дистрибуцию релиза по всему миру через электронные площадки Amazon и iTunes.

#### Очередные смены состава (2008)
Летом 2008 года барабанщик группы Watson принял решение об уходе из группы. Оно было встречено с пониманием остальными участниками. На замену был принят Push. С ним был отыгран концерт в Москве, а также снят второй постановочный клип «Digital Fucker A.D.». Но в конце августа 2008 года в результате падения с велосипеда Push серьёзно ломает ногу и на четыре месяца покидает группу. Watson соглашается заменить его, чтобы группа не прерывала концертную деятельность. Осенью 2008 года Xe-NONE неоднократно выступает в Москве, как сольно, так и в рамках фестиваля кибер-культуры «Киберпаника 2008». В ноябре 2008 года группу покидает Andrew_Rex. Группа начинает использовать семплер AKAI MPC1000 для воспроизведения басовых партий, и состав сокращается до квинтета. В декабре 2008 года в Xe-NONE возвращается Push. Группа начинает работу над вторым полноформатным альбомом и, параллельно, мини-альбомом с кавер-версиями на различные произведения, считающиеся классическими для направления танцевальной музыки евродэнс.

### 2009—2011
Первую половину 2009 года группа активно работает над мини-альбомом, для которого были записаны кавер-версии на известные евродэнс-композиции, а также гастролирует. В частности, Xe-NONE были приглашены для открытия концертов Diary Of Dreams (Киров, 10 мая 2009 года) и Hanzel und Gretyl (Москва, 29 мая 2009 года). Группа получает приглашение выступить 11 июля в роли одного из хедлайнеров в Ижевск на Udmurtian Extreme & Alternative Fest. А также 29 августа вновь выступает в роли хэдлайнера на open-air LIVEнь (Киров).

#### Dance Inferno Resurrection (2009)
15 августа 2009 года мини-альбом Dance Inferno Resurrection был выложен для свободного скачивания на официальный сайт группы. В него вошли треки «Eins Zwei Polizei» (Mo-Do), «Moscow Never Sleeps» (DJ Smash), «Set The World On Fire» (E-Type), «Max Don’t Have Sex With Your Ex» (E-Rotic), «No Limit» (2 Unlimited), «Doctor Jones» (Aqua), а также инструментальный номер «Narcotic/Live At Electrogorsk» (Liquido/U96), которым группа традиционно заканчивает свои выступления.

#### Aaltjesrock (2009)
31 октября 2009 года группа отметила свой пятилетний юбилей на фестивале Aaltjesrock 2009, ежегодно проводимом в голландском городе Хардервейк. Помимо Xe-NONE в фестивале участвовали как группы, получившие мировую известность Crematory, Battlelore, так и локальные коллективы Fûgelsang и Khaoz.

#### Cyber Girl (2010)
1 апреля 2010 года группа выпускает сингл «Cyber Girl», содержащий две композиции, запланированные на издание во втором полноформатном альбоме, композицию «North Capital», посвящённую Санкт-Петербургу, а также ремикс на заглавную композицию «Cyber Girl». Группа отправляет этот сингл в виде демо A&R-менеджеру лейбла Chaotic Noiz и в октябре анонсирует подписание контракта на выпуск второго полноформатного альбома Dancefloration.

#### Победа в конкурсе ремиксов Deathstars (2010)
В ноябре группа становится победителем конкурса ремиксов шведской группы Deathstars со своим ремиксом на композицию «Last Ammunition». Группа лично выбирает среди нескольких сотен участников трёх победителей, ремиксы которых вошли в релиз Night Electric Night (Platinum Edition), выпущенный лейблом Nuclear Blast 29 октября 2010 года.

#### Cyber Girl CHIP Edition (2011)
В феврале 2011 года журнал Chip выпускает специальное расширенное издание сингла Cyber Girl на диске-приложению к изданию в России и на Украине. Помимо композиций оригинального сингла, Cyber Girl Chip Edition включает перезаписанные и пересведенные композиции с альбома «Dance Metal [Rave]olution». В том числе: PlayStation (2010), Decay Dance (2010), Amnestesia (2010) и Slave On_Line (feat Ilya Korneychuk) (2010), записанную совместно с редактором журнала CHIP Ильёй Корнейчуком.. Тираж издания составил 122 000 экземпляров.

#### Dancefloration (2011)
22 марта 2011 года на лейбле Chaotic Noiz («Союз») вышел второй полноформатный альбом Xe-NONE, названный Dancefloration.
В 2014 году вышел сингл Километры воды. 13 декабря 2014 года группа выступила в Москве на одной сцене со шведскими модерн-метал звездами Amaranthe.

## Состав

### Текущий состав
- Lexy Dance — вокал (с 2004)
- Екатерина Зыкова — женский вокал (c 2019)
- Newman — клавишные (с 2004), бас-гитара (с 2011)[14]
- Fucker — гитара (c 2006), бас-гитара (запись альбома «Dancefloration»)
- Push — барабаны (c 2008)

### Бывшие участники
- P2D2 — барабаны (2004—2005)
- EvilAnn — женский вокал (2004-2019)
- Max — гитара (2004—2006)
- Schultz — бас-гитара (2004—2006)
- Andrew Rex — бас-гитара (2006—2008)
- Watson — барабаны (2005—2008)

## Дискография

### Демо-альбомы
- 2007 — «Angels»

### Студийные альбомы
- 2008 — Dance Metal [Rave]olution
- 2011 — Dancefloration

### Синглы
- 2010 — «Cyber Girl»
- 2011 — «Cyber Girl» CHIP Edition
- 2014 — Километры воды
- 2020 - Космос
- 2023 — Моя империя

### Мини-альбомы
- 2004 — Digital Fucker
- 2005 — Blood Rave
- 2009 — Dance Inferno Resurrection

## Видеография

### Видеоклипы
- «Angels» (2007)
- «Digital Fucker A.D.» (2008)
- «Cyber Girl (RUS)» (2012)